# Cabela's Dangerous Hunts 2009
Cabela's Dangerous Hunts 2009 is een jachtsimulatie ontwikkeld door Fun Labs. Het spel werd op 23 september 2008 uitgegeven door Activision voor de PlayStation 2, PlayStation 3, Wii en Xbox 360.
De speler kan jagen in Rusland, Tanzania, Alaska, Ecuador, India, Brits-Columbia, Congo, Thailand en Namibië.

## Verhaal
De hoofdpersoon in het verhaal is Flint Abrahams, een jager. Flint is in Rusland op jacht naar edelherten samen met zijn vriend en mentor Sergei. Het tweetal wordt aangevallen door een bruine beer en Sergei sterft. Nadat Flint de beer van zich af weet te slaan, beslist hij om op gevaarlijk en groot wild te gaan jagen. 
Flint reist naar Tanzania om met zijn vriend Henry Tally te jagen op leeuwen. Henry wed met Flint dat hij een grotere leeuw zal neerhalen. Nadat een aantal leeuwen zijn gelokt met het vlees van een impala en een aantal gevlekte hyena's zijn gedood, vallen de leeuwen Henry's kamp aan. Een aantal arbeiders zijn hier bezig een brug te bouwen en Flint besluit hen te beschermen. Flint doodt uiteindelijk alle leeuwen en wint meteen de weddenschap.
Flint gaat daarna richting Alaska en praat met een boswachter over het neerhalen van een bruine beer. Nadat Flint een aantal wolven heeft verslagen en de aanval van een eland heeft weerstaan, vindt hij een bruine beer met behulp van een andere boswachter. Wanneer hij de beer probeert neer te halen, ontstaat er een lawine. De boswachter stond helaas op de verkeerde plek en wordt meegesleurd door de lawine. Flint gaat op zoek naar de boswachter en is gedwongen een poema te doden. Uiteindelijk vindt hij de boswachter bedolven onder de sneeuw en de beer die rond de restanten van een kleine hut rondloopt. Flint doodt de beer en redt de boswachter.
Flint zijn reis vervolgt zich richting Ecuador, op zoek naar een jaguar. Wanneer Flint op jacht is stort in de buurt een vliegtuig neer, wat de jaguar wegjaagt. Nadat Flint een zwarte kaaiman heeft gedood redt hij een vrouw uit het brandende wrak van het vliegtuig. Ze vertelt dat ze Veronica heet en haar man Rodrigo nog ergens in de jungle is. Flint geeft haar zijn pistool en gaat op zoek naar Rodrigo. Tijdens deze zoektocht bevecht hij een python en moet hij piranha's lokken met het vlees van een capibara. Hij vindt Rodrigo en ziet dat die bijna aangevallen wordt door een jaguar. Flint doodt de jaguar en redt Rodrigo zijn leven.
De reis brengt hem vervolgens naar India, waar een aantal gestreepte hyena's neergehaald moeten worden, aangezien er te veel van zijn en er veel vee en kinderen worden aangevallen. Tijdens deze klus stuit hij op een aantal boswachters die tijgers aan het verplaatsen zijn. Hij reist mee op een van deze vrachtwagens. Tijdens de reis vallen er rotsblokken op een vrachtwagen en vier tijgers ontsnappen. Flint haalt ze neer met een verdovingsgeweer en brengt ze weer veilig terug.
De volgende locatie is Brits-Columbia waar Flint op zoek gaat naar poema's. Na het bevechten van een wapiti en een grizzlybeer lokt hij een poema met vlees en dood het. Daarna reist hij met Henry Tally en Daniel Heath richting Congo op jacht naar kafferbuffels. Tijdens hun reis moeten ze op een rivier allerlei nijlkrokodillen en nijlpaarden van zich af weten te houden. Na het vechten met reuzenboszwijnen en slangen slaagt Flint erin om een kafferbuffel neer te halen. Hij komt er echter meteen achter dat Henry en Daniel in een boom zitten met onderaan een grote kudde buffels. Flint jaagt de buffels weg en bevrijd zijn vrienden.
Daarna gaat Flint naar Thailand waar hij Aziatische zwarte beren moet verdoven, om hun zenders om te doen. Tijdens deze klus moet hij een luipaard doden en om een kudde Indische olifanten heen sluipen.
Het volgende doel is Namibië, waar Flint op zoek gaat naar een luipaard samen met Dominic Rosseau. Dominic raakt gewond door een luipaard waarna Flint hem richting de auto draagt. De auto wordt echter aangevallen door een witte neushoorn. Flint schakelt de neushoorn uit en gaat op zoek naar hulp. Flint moet een aantal savanneolifanten wegjagen en een luipaard doden, voordat hij eindelijk bij een dorpje aankomt. Hier vertelt hij over Dominic, waarna hij gered wordt door de dorpelingen.
Uiteindelijk gaat Flint terug naar Rusland om daar te jagen op wolven met Sergei's zoon Yuri. Sommige wolven ontsnappen het bos in, waar de auto van Yuri niet kan komen. Ze jagen op wilde zwijnen om de wolven opnieuw te lokken. Nadat de laatste van de groep wolven gedood is verschijnt de beer die Sergei had gedood. De beer probeert Flint te doden, maar hij pakt een stuk hout en doorboort de beer hiermee. Hiermee eindigt het spel.

## Jachtdieren
Er zijn in totaal 32 dieren in het spel. Niet elke soort hiervan kan ook daadwerkelijk op gejaagd worden. Van de dieren waarop gejaagd kan worden zullen sommige dieren, vooral roofdieren, aanvallen wanneer de speler te dichtbij komt. Andere dieren, zoals herten, rennen weg wanneer ze de speler horen, zien of ruiken.

### Zoogdieren
- Edelhert
- Grizzlybeer
- Leeuw
- Gevlekte hyena
- Wolf
- Poema
- Eland
- Jaguar
- Bengaalse tijger
- Gaur
- Witte neushoorn

- Impala
- Luipaard
- Savanneolifant
- Gestreepte hyena
- Bruine beer
- Roosevelt-wapiti
- Wild zwijn
- Kafferbuffel
- Nijlpaard
- Reuzenboszwijn
- Aziatische zwarte beer
- Indische olifant
- Capibara

### Reptielen
- Zwarte kaaiman
- Nijlkrokodil
- Python
- Slang
- Anaconda

### Overigen
- Bij
- Roodbuikpiranha
- Gier